# Barrage Chalillo
Le Barrage Chalillo ou Barrage de Chalillo est un barrage-poids situé sur la rivière Macal (en), à environ 33 km au sud de San Ignacio, dans le district de Cayo, au Belize. Sa construction a suscité une controverse quant à son impact sur la forêt tropicale environnante.

## Localisation
Le barrage hydroélectrique de Chalillo est situé dans la partie la plus occidentale du pays, là où la rivière Macal converge avec la rivière Raspaculo. Il est situé dans les monts Maya et est adjacent au parc national de Chiquibul et à la Réserve forestière de Mountain Pine Ridge (en). Il est à environ 16 km de la frontière guatémaltèque.

## Historique
Le barrage est construit par l'entreprise Sinohydro de Pékin (Chine), entre 2002 et 2005, dans le but principal de produire de l'énergie hydroélectrique. Le budget du projet est d'environ 30 millions de dollars américains. Les travaux finissent en septembre 2005.

## Production
Le but du barrage de Chalillo est la production d'énergie et le contrôle des inondations en période des pluies. Il retient l'eau dans son bassin de stockage de 120 millions de m3, derrière un barrage-poids en béton de 47 m de haut, pendant la saison des pluies et la relâche pendant les périodes de pénurie en alimentant des turbines Kaplan. Sa capacité maximale est de 7,3 MW. Deux barrages plus petits, le Mollejon et le Vaca, se trouvent en aval du barrage Chalillo. Le Mollejon a une capacité de 25,2 MW et le Vaca a une capacité de 19 MW. Ensemble, les trois barrages répondent à environ 40 % des besoins énergétiques du Belize. Les trois sont exploités par Fortis Belize (anciennement Belize Electric Company Limited).

## Controverses
Le barrage de Chalillo est controversé depuis sa création et a fait l'objet de nombreux procès,. La plupart des controverses entourant le barrage concernent son impact sur l'environnement, en particulier sur les écosystèmes de la rivière Macal et de la forêt de Chiquibul. Comme le décrit un rapport commandé dans le cadre de l'évaluation de l'impact environnemental du barrage, la zone inondée par le réservoir du barrage « contient un habitat de plaine inondable floral rare et discret qui sert à la fois de conduit et d'habitat critique pour la faune et l'avifaune résidentes et non résidentes »,. La zone était notamment un site de nidification pour la sous-espèce nord de l'ara rouge, une espèce menacée. La sécurité du barrage a également suscité des inquiétudes, car il a été construit à seulement 550 mètres d'une ligne de faille. Si le barrage devait se rompre, il mettrait en péril la ville de San Ignacio située en aval.
Des groupes environnementaux béliziens ont intenté une action en justice pour faire cesser la construction du barrage. Dans leur action en justice, ils ont fait valoir que l'évaluation de l'impact environnemental du barrage était imparfaite et inadéquate. L'affaire a finalement fait l'objet d'un appel devant le Comité judiciaire du Conseil privé, devenant ainsi la première affaire environnementale jamais entendue par cet organe. Dans une décision partagée (3-2), le Conseil privé a ignoré les défauts de l'évaluation et autorise la poursuite du projet,. La lutte contre le barrage est relatée dans le livre The Last Flight of the Scarlet Macaw de Bruce Barcott de 2009. Après l'achèvement du barrage, le Belize Institute of Environmental Law and Policy (BELPO) a poursuivi Fortis, alléguant que la société n'avait pas surveillé la qualité de l'eau de la rivière Macal et n'avait pas mis en place un système d'alerte d'urgence adéquat en cas de rupture du barrage.